# Leptíctids
Els leptíctids (Leptictidae) són una família extinta d'euteris prehistòrics. Fou descrita per Theodore Gill el 1872 i comprèn nou gèneres. Forma part de l'ordre dels leptíctides.
Encara no es coneixen amb certesa les seves relacions taxonòmiques intrafamiliars i suprafamiliars. Físicament, haurien recordat les musaranyes.
Igual que les musaranyes elefant d'avui en dia —amb les quals no tenen un parentesc directe—, tenien el musell llarg, les dents adaptades per a una dieta insectívora i potes aptes per excavar i saltar.

## Gèneres
La família Leptictidae comprèn vuit gèneres:

### Blacktops
Descrit per Meehan i Martin el 2010.

### Ictops
Descrit per Meehan i Martin el 2010.

### Leptictis
Descrit per Leidy el 1868. Estava emparentat amb Leptictidium, un gènere de leptíctid molt més conegut.

### Megaleptictis
Descrit per T. J. Meehan i L. D. Martin el 2012 a partir de material trobat a Dakota del Sud.

### Myrmecoboides
Descrit per Gidley el 1915. Eren animals petits de la mida d'un ratolí, i representen un llinatge de Leptictidae amb una relació més llunyana amb els altres gèneres que componen la família.

### Ongghonia
Descrit per Kellner i McKenna el 1996. Se n'han trobat restes fòssils al jaciment d'Ulaan Khongil (Mongòlia).

### Palaeictops
Descrit per Matthew el 1899. Aparegué al Danià i s'extingí al Lutecià. Podrià ser l'avantpassat de Leptictis.

### Prodiacodon
Descrit per Matthew el 1929. Era un mamífer herbívor semblant als porcs espins d'avui en dia. Aparegué al Danià i s'extingí a l'Ipresià. Tenia un pes que variava entre trenta i dos-cents grams i una mida entre la d'un ratolí i la d'una rata. Les seves dents tenien cúspides grans i afilades, típiques dels animals insectívors. L'estructura de les seves potes s'assemblava a la dels animals de la família Pseudorhyncocyonidae, amb potes davanteres curtes i potes darreres llargues però, a diferència de Leptictidium, la tíbia i el peroné de Prodiacodon estaven fusionats en la meitat de la seva llargària. L'anatomia de les potes davanteres mostra que podrien haver estat animals excavadors.

### Xenacodon
Descrit per Matthew i Granger el 1921.